# Аракчеева, Лариса Николаевна
Лариса Николаевна Аракчеева (род. 24 октября 1994, Владивосток, Россия) — российская спортсменка, чемпионка мира, шестикратная победительница чемпионата Европы по гребле на лодках «Дракон», победительница и бронзовый призёр первенства Европы по гребле на байдарках и каноэ (2012, 2015 год).

## Спортивная карьера
Спортивная карьера Аракчеевой началась с плавания. Родители отдали их на эту секцию вместе с сестрой Ольгой. Всего Аракчеева отдала плаванию девять лет.
Во время сборов в спортивном лагере в поселке Лозовое на гребной базе «Олимпийская» Аракчеевау заметили тренеры по гребле и предложили попробовать себя в новом виде спорта.
Первые крупные соревнования Аракчеевой прошли в Макао в 2010 году. Это был клубный чемпионат мира по гребле на «Драконах». Команда Аракчеевой завоевала 2 золотых медали и 1 серебряную. После этих побед спортсменка решила серьёзно заняться каноэ. Тогда Аракчеева была первой девушкой, которая выступала в этой дисциплине. Как она сама отмечала, на командных соревнованиях ей даже не с кем было встать в двойку.
Первым тренером был Алексей Витальевич Капуста.
В 2012 году Аракчеева первый раз попала в сборную России и отправилась на Первенство Европы, откуда привезла золотую медаль в дисциплине «каноэ-двойка».
На 2014 год вошла в резерв основной сборной России.
В 2015 году Аракчеева успешно выступила на Первенстве России по гребле на байдарках и каноэ среди юниоров, завоевав золотую, серебряную и бронзовую награды — в финальном заезде на 500 метров пришла к финишу третьей, 500 метров в каноэ-двойке — второй, а на дистанции 200 метров — первой. Это помогло ей отобраться в молодёжную сборную России для участия в Первенстве мира (23-26 июля 2015 года в Португалии) и Первенстве Европы (17-20 сентября 2015 года в Румынии).
На Первенстве Европы на дистанции 200 метров в классе каноэ-двойка Аракчеева вместе с напарницей Ириной Андреевой финишировала третьей, завоевав бронзовую медаль.

## Образование
Лариса Аракчеева окончила Школу искусства, культуры и спорта (сейчас Школа искусств и гуманитарных наук) Дальневосточного федерального университета.
В 2015 года за успешную спортивную деятельность была награждена университетской премией «Аякс-2015».

## Семья
У Ларисы есть родная сестра Ольга — мастер спорта по плаванью, также представляет на соревнованиях Приморский край. В 2016 году они вместе выступали за сборную России на Чемпионате мира по гребле на лодках класса «Дракон», завоевав «золото» на дистанции 200 и 2000 метров среди женщин и «серебро» на 500 метров в смешанном экипаже.

Ольга и Лариса Аракчеевы (слева) на Чемпионате мира